# 加藤靖隆
加藤 靖隆（かとう やすたか、1957年5月11日 - 2014年9月10日 ）は、東京都品川区生まれのアートディレクター／グラフィックデザイナー。株式会社ソニー・ミュージックエンタテインメントを経て、1994年5月11日に有限会社ゴースト・ランチ・スタジオ設立、主宰。

## 来歴
ロサンゼルスのロッド・ダイヤー・デザイン事務所、東京の日本デザインセンター、エピックレコードジャパン、ソニー・ミュージックレコーズなどの勤務を経て、1994年にフリーのグラフィックデザイナーとなる。1982年発売のシャネルズ（現：ラッツ&スター）の「SOUL SHADOWS」のアルバムを皮切りに、本格的にジャケットデザインを始める。1992年には、ロンドンと東京のオルタナティブなグラフィックデザイナーを集めた本「GRAPHIC BEAT」を提案・企画・編集。
フリーのデザイナー以降は、CDジャケット、ビデオ、DVD、ポスターにとどまらず、LIVEコンサートに対するマーチャンダイジングのデザイン、ブックデザイン、エディトリアル、ステージ衣装、ファッション・テキスタイルの制作など、多方面においてのアートワークを手掛ける。作風に幅があり、コンピュータグラフィックを駆使して、琳派、ルネサンス、マニエリスム、ダダイスム、ロシアン・アバンギャルド、シュールレアリスム、バウハウス、アメリカン・ポップアート、サイケデリックアートやヒップホップアートに影響を受けた独自のビジュアル世界観を持つ。
2007年にニューヨークの「HPGRPギャラリー」での初個展を機に、本格的に作家としてのアートワーク活動を始める。2008年にアート制作会社として、ミゴト・グラフィック・トーキョー・カンパニー・リミテッドを設立。2011年に「ガルリアッシュ」にて東京でも初個展を開催。

## 主なアートディレクション・デザインした作品

### レコード・CD・シングルCDジャケット
- RATS & STAR『SOUL SHADOWS』『ダンス!ダンス!ダンス!』『SOUL VACATION』『14 CARATS』『SEE THROUGH』『憧れのスレンダー・ガール』『サマー・ホリデー』『もしかして I LOVE YOU.』『週末ダイナマイト』『め組のひと』『Tシャツに口紅』『今夜はフィジカル』『月下美人（ムーンライト・ハニー）』『グラマーGuy』『唇にナイフ』『マドンナはお前だけ』

『SOUL VACATION』はアートワークをアンディー・ウォーホールが務める。
- 佐野元春『No Damage』
- 土屋昌巳『RICE MUSIC』
- 所ジョージ『所沢より愛をこめて』『史上最大全集しょのいち』『私の名前で出ています。』『I've got a すんごいですね ROCK'N ROLL HEART』『正気の沙汰でないと』『恋いのバックファイヤー』
- 宇崎竜童『RYUDOGUMI』『地平線』
- THE ROLLING STONES『STAR BOX SERIES-17 SONGS』

1990年の初来日の記念ベスト盤としてローリング・ストーンズのライブの予習をしておくのに重宝したアルバムとなる。
- CYNDI LAUPER『TIME AFTER TIME』
- MIDNIGHT OIL『RED SAILS IN THE SUNSET』

1984年度の＜ローリングストーン誌＞による「オーストラリアの年間最優秀ジャケット賞」を獲得。
- RANDY MEISNER『DALLAS』
- ASIA『AURORA』
- BEASTIE BOYS『（YOU GOTTA）FIGHT FOR YOUR RIGHT（TO PARTY!）』『NO SLEEP TILL BROOKLYN』『BRASS MONKEY』
- OZZY OSBOURNE『NO REST THE WICKED（BIBLE OF OZZ）』
- RIOT『RIOT IN JAPAN-LIVE!!』
- DOPPELGANGER『DOPPELGANGER』
- HUBERT KAH『ANGEL 07』
- RICHIE BEIRACH『BALLADS』『BALLADS II 』『WATER LILIES』
- MAL WALDRON &山下洋輔『PIANO DUO LIVE AT PIT INN』
- 藤舎推峰 & 日野皓正『風韻』
- JAKE CONCEPCION『Plays Standars MISTY 』
- NICK PLYTAS『WHO LIKES JAZZ ?』
- LISA-LISA and CULT JAM with FULL FORCE『I WONDER IF I TAKE YOU HOME』
- ASYLUM STREET SPANKERS『SIDE SHOW』『MERCURIAL』
- SIR MICHAEL FERNANDEZ『ROYALTY』
- THE BOOM『A PEACETIME BOOM』『サイレンのおひさま』『JAPANESKA』『思春期』『Singles +』『君はTVっ子』『星のラブレター』『気球に乗って』『釣りに行こう』『逆立ちすれば答えがわかる』『恐怖の昼休み』『中央線』『みちづれ』『島唄』

デビュー時から作品を手掛ける。
- 久保田利伸『SUCH A FUNKY THANG!』『the BADDEST』『You were mine』『DANCE IF YOU WANT IT』『INDIGO WALTZ』『HIGH ROLLER』
- 千年コメッツ『THE MODE OF LIFE』
- GRASS VALLEY『GRASS VALLEY』『MOON VOICE』『STYLE』『LOGOS〜行〜』『FREEZIN'』『MY LOVER』『TRUTH』『IDENTITY CRISIS』『砂漠の少年』

デビュー時から作品を手掛ける。
- EARTHSHAKER『EARTHSHAKER』『REAL』『Yesterday & Today』『REMAINS』『DECADE』『SAY GOODBYE』
- TM NETWORK『1974 (16光年の訪問者)』
- RX『CHEMICAL REACTION』『RARE 'XTRA』
- 聖飢魔II『WORST』『有害』『愛と虐殺の日々 [歴代小教典大全]』『LIVE! BLACKMASS IN LONDON』『恐怖のレストラン』『PONK!!』『1999 BLACK LIST』『1999 BLOOD LIST』『THE BLACK MASS FINAL 3 NIGHTS』『DEVIL BLESS YOU! 〜聖飢魔II FINAL WORKS〜』『聖飢魔II 個悪魔活動大選抜』『白い奇蹟』『BAD AGAIN 〜美しき反逆〜』『有害ロック』『ファラオのように』『赤い玉の伝説』『夏休み』『正義のために』『満月の夜』『世界一のくちづけを』『TEENAGE DREAM』『闘う日本人』『愛と虐殺の日々〜歴代小教典 ソニー時代完全版〜』

解散までの多くの作品を手掛ける。
- デーモン小暮（小暮伝衛門）『好色萬声男』
- 南佳孝『DAILY NEWS』『PARADISO』
- 大木トオル『I'LL BE ALRIGHT』
- もんたよしのり『ON THE BORDER』『HALLELUJAH』『言い出せないなら』『イエス・イエス・イエス』『10年目の結婚記念日』
- 織田哲郎『SEASON』『IN THE DREAM』『マイ・フェバリット・ソングス』
- あんべ光俊『STEEL TOWN』『真夜中を突っ走れ』
- 中西圭三『GRAFFITI』『SO BAD』
- 貴水博之『 I & I 』
- 米良美一『かれん』
- 溝口肇『A PRETTY DANCE』
- 加古隆『ポエジー』『いにしえの響き〜ポール・クレーの絵のように〜』『スクロール』『KENJI』
- 菊池ひみこ『FLYING BEAGLE』
- 中村由利子『風の鏡』
- 五輪真弓『時の流れに』『Wind and Rose』『五輪真弓33 All Singles』『名もなき道』『空』『泣かないで』『そしてさよなら』『ハロー、マイ・フレンド』『おまえ』『さよならは一度だけ』
- 森山良子『RECOLLECTION』
- 遠藤京子『GIRLLIFE』
- 五島良子『ハミングバード』『家へ帰ろう』『Five Island Resort』『シュープリーム・モーメント』
- 種ともこ『HARVEST』『あなたをあきらめない』
- 神崎まき『JOY』『一緒にいたい!』 『GOOD DAY I・N・G』『ドライブに行こう』『わたしがイチバン!!』
- おおたか静流『HOME』『夏のページ』『葉広の里／ほたる』
- 中村あゆみ『I'm NUDE』
- 篠原美也子『Birds-eye View』
- 福間未紗『FRIED OF YOURS』『DARKNESS & SNOW』『FESTA MANIFESTO』
- 川嶋あい『My Favorite Songs〜WING〜』
- 南野陽子『恥ずかしすぎて』
- 松本典子『虹色のスキャンダル』
- 国生さゆり『さかな』
- 河合その子『COLORS』『雨の木』
- 小沢なつき『Natsuki Dreaming』『卒業』『きれい?』
- 吉田真里子『詩華集-ANTHOLOGY-』『とまどい』『さよならのリフレイン』『夢を追いかけて』『夏の恋人達』
- おニャン子クラブ『お年玉』
- 山瀬まみ『MIGHT BABY』『あ不思議な気持ち』
- 反町隆史『SOUL』
- 渡辺徹『約束』『駆け抜けるまで....』
- 木の実ナナ＆森公美子『男なんて』
- REBECCA『One More Kiss』
- 米米CLUB『Shake Hip!』『加油 (GAYU)』
- 叫ぶ詩人の会『LOVE & PEACE』
- DA BUBBLEGUM BROTHERS『忘れじのエブリナイト』
- DANG GANG BROS.『33°C』
- MELON『DEEP CUT』『HARDCORE HAWAIIAN』『 GATE OF JAPONESIA』
- SOUL FLOWER UNION『ELECTRO ASYL- BOP』『NEVER MIND (エエジャナイカ)』
- NEWEST MODEL『BEAST HITS』
- MESCALINE DRIVE『BURST HITS』
- NOBODY『FUZZ FUZZ FUZZ』『DRIVE』
- E-ZEE BAND『JA LOVE』『HAPPY  DAY』
- M-BAND『ZEPPER』『CHINA WHITE』『ハートブレイク』『あの娘 I.N.G』『GO! GO! 銀座』
- THE COLLECTORS『MIGHTY BLOW』
- Hi Fi SET『FIVE SET』
- MOONRIDERS『月面讃歌』『恋人が眠ったあとに唄う歌』『Sweet Bitter Candy-秋〜冬-』
- BLUEM OF YOUTH『bloom of youth』『最後の願い』『10 Calls After』
- THE BLUCK『PALULURA』『ROCK'N' ROLL』『ジョン』『ロックン・ロール』
- ECHOES『ALONE』
- ECHOES OF YOUTH『BEST OF BEST』『恋いするために生まれた』
- PIERROT『クリア・スカイ』
- Lab LIFe『食卓の花』
- アリラン明電（李博士+明和電機）『俺は宇宙のファンタジー』
- L'Arc〜an〜Ciel『DAYBREAK'S BELL』
- 刹那の森『FANTASY OF ASIA』
- 古今亭志ん朝『精選落語 古今亭志ん朝』『古今亭志ん朝 特選独演会』

ほぼ全集を手掛ける。 

### ビデオ・DVDパッケージデザイン
- RATS & STAR『IN CONCERT ALL THAT RATS』
- THE BOOM『PICK ME UP』『きのう聞かせた僕の歌』『いつもの僕たちが、いる。』『Clips+』
- GRASS VALLEY『THRU THE GLASS』
- EARTHSHAKER『REAL LIVE』『LAST LIVE』
- 聖飢魔II『悪魔教典活動絵巻』『B.D.10武道館THE WORST BLACKMASS TOUR』『無害』『超有害行脚』『実録! 欧州非常事態宣言』『HUMAN SOCIETY』『まわりやがれ』『歴代活動絵巻集BLACK LIST』『歴代活動絵巻集BLOOD LIST』『活動絵巻集THE BLACKMASS FINAL 3 NIGHTS』
- デーモン小暮閣下『宴会大王〜デーモン小暮閣下ディナーショー〜』
- MELON『DEEP CUT VIDEO REMIX』
- MOONRIDERS『月面讃歌〜ムーンライダース・月面サマーツアー1998』
- 松坂慶子『OPERA』
- 五輪真弓『LIVE〜時の流れに〜』『Wind And Roses』
- 山瀬まみ『MIGHT BABY-ROM』
- 小谷実可子『ドルフィン・プラネット』
- 北澤豪『GOOD TO BE WILD』
- 周富徳『周富徳の新中国家庭料理大全』
- ASYLUM STREET SPANKERS『SIDESHOW FEZ』

### 映画
- 小林正樹監督作品『食卓のない家』ビデオ／LPサウンド・トラック盤デザイン
- 林海象監督作品『二十世紀少年読本』ビデオ／LDパッケージ＆グラフィックデザイン
- 古勝敦監督作品『トテチータ チキチータ』DVDパッケージ』

### 書籍デザイン
- 飯村隆彦著書『YOKO ONO オノ・ヨーコ 人と作品』（水声社） ISBN 4-89176-429-5
- 藤井春日著書『睡眠庭園』（大栄出版） ISBN 4-88682-607-5
- JAP工房著書『THE JAP GUILD WORKS』（グラフィック社） ISBN 4-7661-1297-0
- フランソワ・オゾン監督作品『8人の女たち（PHOTO ALBUM）／武者小路実昭 訳』（ARTISTHOUSE） ISBN 4-901142-93-3
- 小池桂一著書『G』（ENTERBRAIN） ISBN 4-7577-1376-2
- 小池桂一著書『HEAVEN'S DOOR』（ENTERBRAIN） ISBN 4-7577-1375-4
- 大槻ケンヂ著書『オーケンの、私は変な映画を観た！！』（キネマ旬報） ISBN 4-87376-249-9
- 大槻ケンヂ著書『オーケンの、私は変な映画を観た！！2』（キネマ旬報） ISBN 978-4-87376-312-5

## 作品掲載関連
- GRAPHIC BEAT : THE SOFT MIX VOL.2 a collaboration of music and graphics （PIE BOOKS） ISBN 4-89444-072-5
- ALBUM COVER ALBUM 5（PAPER TIGER） ISBN 1-85028-077-0
- NEW DESIGN : TOKYO the edge of graphic design（ROCKPORT） ISBN 1-56496-561-9
- MUSIC GRAPHICS（PIE BOOK） ISBN 4-89444-525-5
- DIGITAL IMAGE GALLERY 2000（IMPRESS） ISBN 4-8443-1367-3
- VISUAL DESIGN 5 COMPUTER GRAPHICS（六耀社） ISBN 4-89737-439-1
- 1000 MUSIC GRAPHICS（ROCKPORT） ISBN 978-1-59253-404-3
- GRAPHIC JAPAN from woodblock and zen to manga and kawaii（ROTOVISION） ISBN 2-88046-771-3
- VISIBLE MUSIC（PIE BOOKS） ISBN 4-89444-084-9
- スーパーロゴデザイン2（グラフィック社） ISBN 4-7661-1370-5
- レイアウトアイディアの見本帳（MdN） ISBN 4-8443-5700-X
- 配色イメージ見本帳（MdN） ISBN 4-8443-5811-1
- ちゃんと知りたい配色の手法（MdN） ISBN 978-4-8443-5936-4
- やさしいデザイン（MdN） ISBN 978-4-8443-5937-1
- BEAT SOUND NO.11 2008（ステレオサウンド） ISBN 978-4-88073-192-6
- オーディオ事典（成美堂出版） ISBN 978-4-415-10923-7